# Кахвехисар
Кахвехисар (тур. Kahvehisar Adası, Kahve Hisarı Adası, Kahve Asar Ada, Kaiwe Assar Adası) — необитаемый островок в Турции, рядом с южным берегом озера Бафа, к юго-западу от деревни Капыкыры и к югу от острова Икиздже. Административно относится к району Миляс в иле Мугла.
В античный период остров находился в заливе Латмос Эгейского моря. В Средние века в результате заиливания дна в западной части залива от речных наносов Меандра (ныне Большой Мендерес) весь залив постепенно превратился в солёное Милетское озеро, названное по расположенному к северо-западу Милету. На берегах озера в византийскую эпоху в VII—XV вв. находился крупный монашеский центр Латрос. На острове Кахвехисар описан значительный монастырский ансамбль.

Остров Кахвехисар
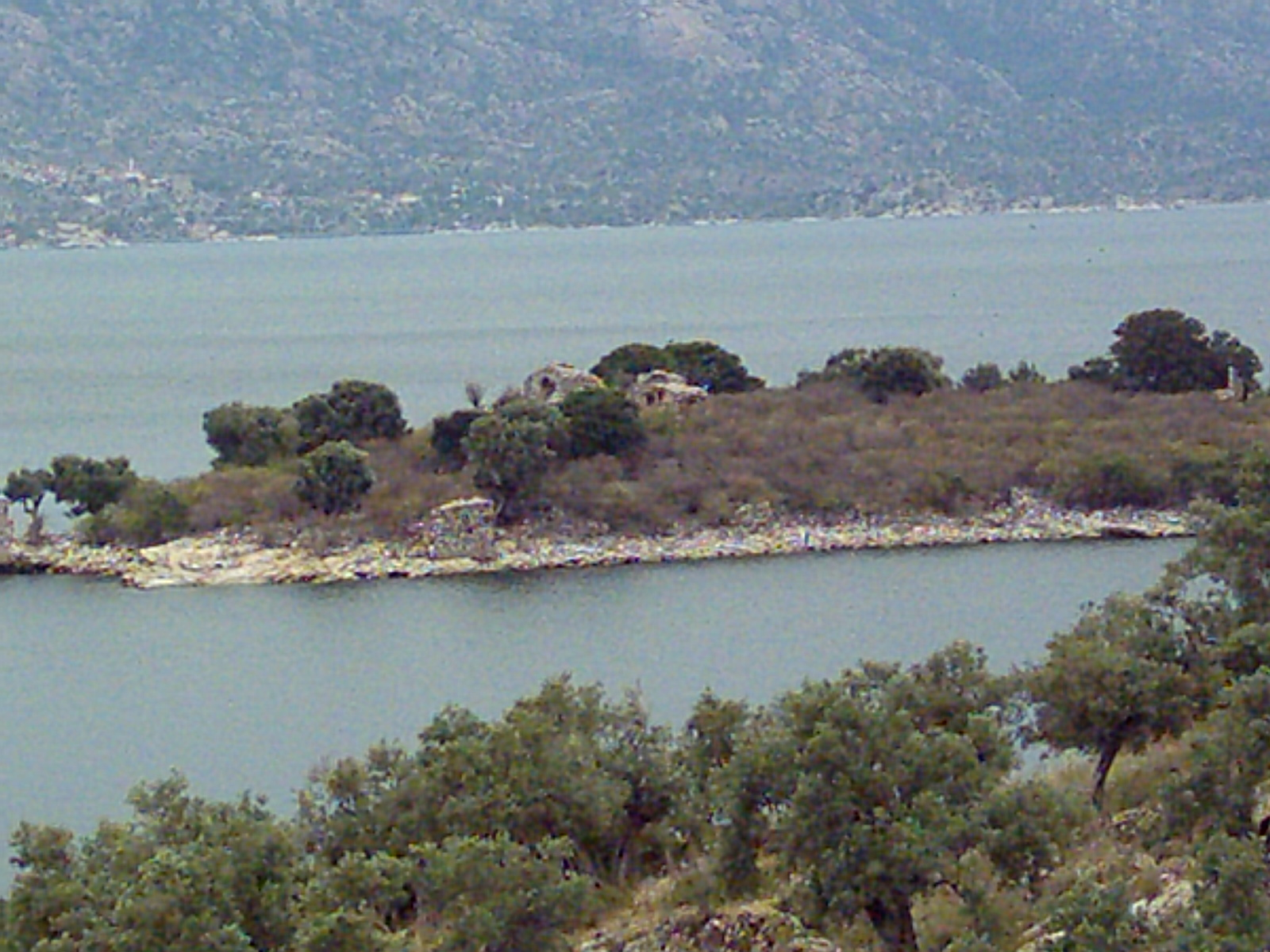
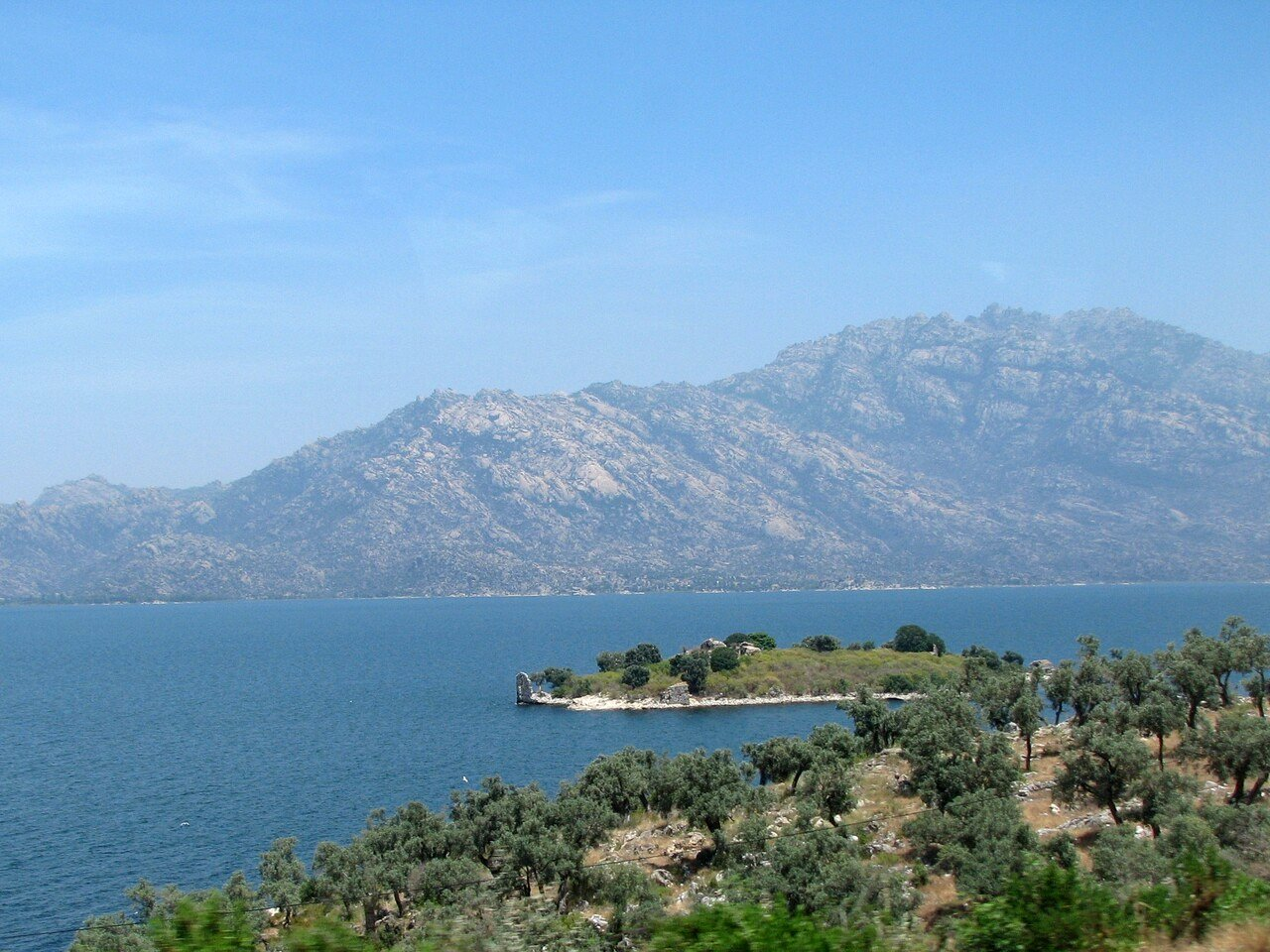
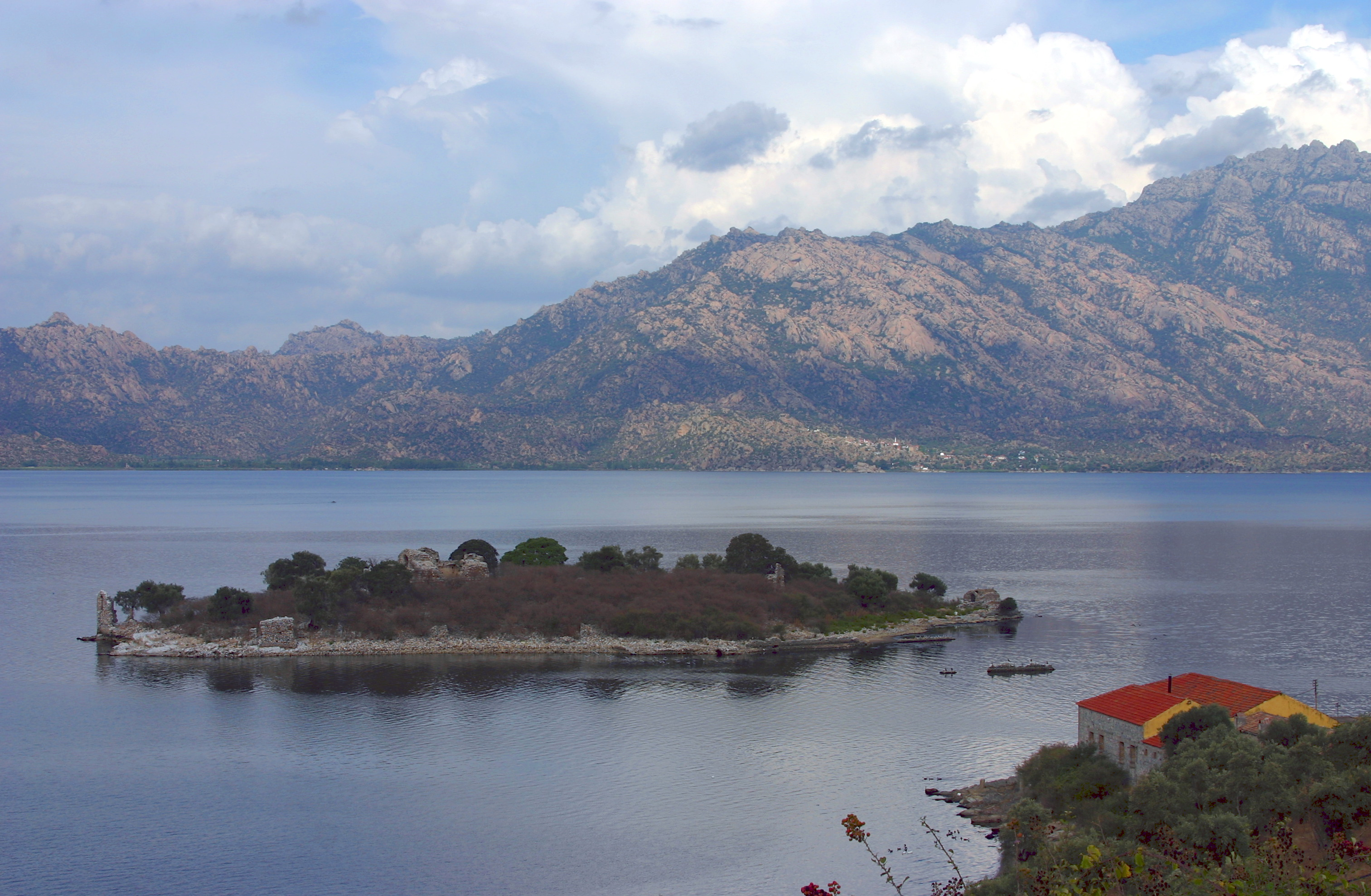
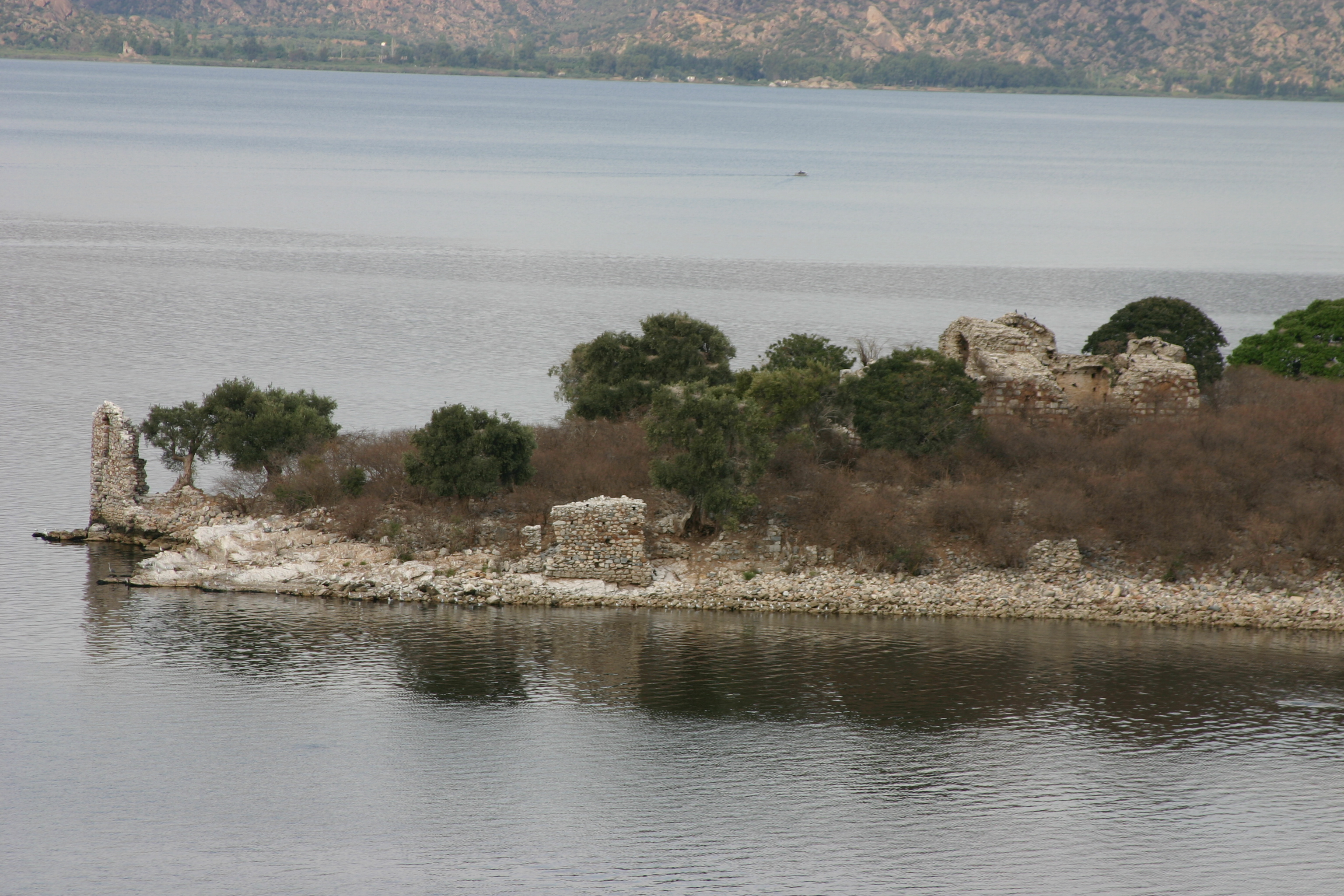